# Андрушівська сільська рада (Шумський район)
Андру́шівська сільська́ ра́да — адміністративно-територіальна одиниця та орган місцевого самоврядування в Шумському районі Тернопільської області. Адміністративний центр — село Андрушівка.

## Загальні відомості
- Територія ради: 49,008 км²
- Населення ради: 1 158 осіб (станом на 2001 рік)
- Водоймища на території, підпорядкованій даній раді: озеро Кутянка

## Населені пункти
Сільській раді були підпорядковані населені пункти:
- с. Андрушівка
- с. Кутянка
- с. Переморівка
- с. Руська Гута

## Склад ради
Рада складалася з 14 депутатів та голови.
- Голова ради: Гірник Ярослав Іванович
- Секретар ради: Гук Зоя Іванівна

### Керівний склад попередніх скликань
| Прізвище, ім'я, по батькові | Основні відомості                                                 | Дата обрання | Дата звільнення |
| --------------------------- | ----------------------------------------------------------------- | ------------ | --------------- |
| Гірник Ярослав Іванович     | Сільський голова, 1962 року народження, освіта вища, безпартійний | 26.03.2006   | 31.10.2010      |
| Гірник Ярослав Іванович     | Сільський голова, 1962 року народження, освіта вища, безпартійний | 31.10.2010   |                 |

Примітка: таблиця складена за даними сайту Верховної Ради України

### Депутати
За результатами місцевих виборів 2010 року депутатами ради стали:

#### За суб'єктами висування
| Суб'єкт висування | Кількість обраних депутатів | %   |
| ----------------- | --------------------------- | --- |
| Самовисування     | 14                          | 100 |

#### За округами
| № округу | Прізвище, ім'я, по батькові     | Дата визнання обраним | Освіта             | Партійна приналежність | Відомості про обраного депутата      |
| -------- | ------------------------------- | --------------------- | ------------------ | ---------------------- | ------------------------------------ |
| 1        | Гук Володимир Андрійович        | 08.11.2010            | вища               | позапартійний          | Соц-зах, соц. працівник              |
| 2        | Вознюк Світлана Петрівна        | 08.11.2010            | середня            | позапартійна           | Андрушівський НВК, повар             |
| 3        | Гук Анатолій Іванович           | 08.11.2010            | середня спеціальна | позапартійний          | тимчасово не працює                  |
| 4        | Бурмістров Микола Миколайович   | 08.11.2010            | середня спеціальна | позапартійний          | приватний підприємець                |
| 5        | Дзьоба Микола Лук'янович        | 08.11.2010            | середня спеціальна | позапартійний          | тимчасово не працює                  |
| 6        | Гук Андрій Іванович             | 08.11.2010            | середня            | позапартійний          | тимчасово не працює                  |
| 7        | Захарчук Володимир Ананійович   | 08.11.2010            | середня            | позапартійний          | Острізьке ДЛП, лісоруб               |
| 8        | Брилюк Петро Семенович          | 08.11.2010            | середня спеціальна | позапартійний          | КСЛМП «Волинь», майстер лісу         |
| 9        | Герасимчук Іван Семенович       | 08.11.2010            | середня            | позапартійний          | КСЛМП «Волинь», майстер лісу         |
| 10       | Скибітська Іванна Володимирівна | 08.11.2010            | незакінчена вища   | позапартійна           | тимчасово не працює                  |
| 11       | Гук Зоя Іванівна                | 08.11.2010            | середня            | позапартійна           | Андрушівська сільська рада, секретар |
| 12       | Гук Ольга Петрівна              | 08.11.2010            | середня спеціальна | позапартійна           | приватний підприємець                |
| 13       | Базилюк Ярослав Володимирович   | 08.11.2010            | вища               | позапартійний          | пенсіонер                            |
| 14       | Нечипорук Микола Петрович       | 08.11.2010            | середня            | позапартійний          | приватний підприємець                |